# جوني غيتار (فلم)
جوني غيتار (بالإنجليزية: Johnny Guitar) هو فيلم وسترن أمريكي أنتج عام 1954، قامت بالدور الرئيسي الممثلة الأمريكية الراحلة جوان كراوفورد، الفيلم من إخراج نيكولاس راي

## وصلات خارجية
- جوني غيتار على موقع IMDb (الإنجليزية)
- جوني غيتار على موقع ميتاكريتيك (الإنجليزية)
- جوني غيتار على موقع روتن توميتوز (الإنجليزية)
- جوني غيتار على موقع نتفليكس (الإنجليزية)
- جوني غيتار على موقع ألو سيني (الفرنسية)
- جوني غيتار على موقع Turner Classic Movies (الإنجليزية)
- جوني غيتار على موقع أول موفي (الإنجليزية)
- جوني غيتار على موقع فيلمافينيتي (الإسبانية)
- جوني غيتار على موقع قاعدة بيانات الأفلام السويدية (السويدية)
- جوني غيتار على موقع قاعدة بيانات الفيلم (الإنجليزية)

1. 1 2 3 4 5 6  وصلة مرجع: http://www.allocine.fr/film/fichefilm_gen_cfilm=1076.html. الوصول: 11 أبريل 2016.
2. 1 2  وصلة مرجع: http://www.imdb.com/title/tt0047136/. الوصول: 11 أبريل 2016.
3. ↑  "قاعدة بيانات الأفلام على الإنترنت" (بالإنجليزية). Retrieved 2024-01-21.
4. 1 2 3 4 5 6 7 8 9 10 11 12 13 14  وصلة مرجع: http://www.imdb.com/title/tt0047136/fullcredits. الوصول: 11 أبريل 2016.
5. 1 2 3  وصلة مرجع: http://www.virtual-history.com/movie/film/1712/johnny-guitar. الوصول: 11 أبريل 2016.